# Villa Doria Pamphilj

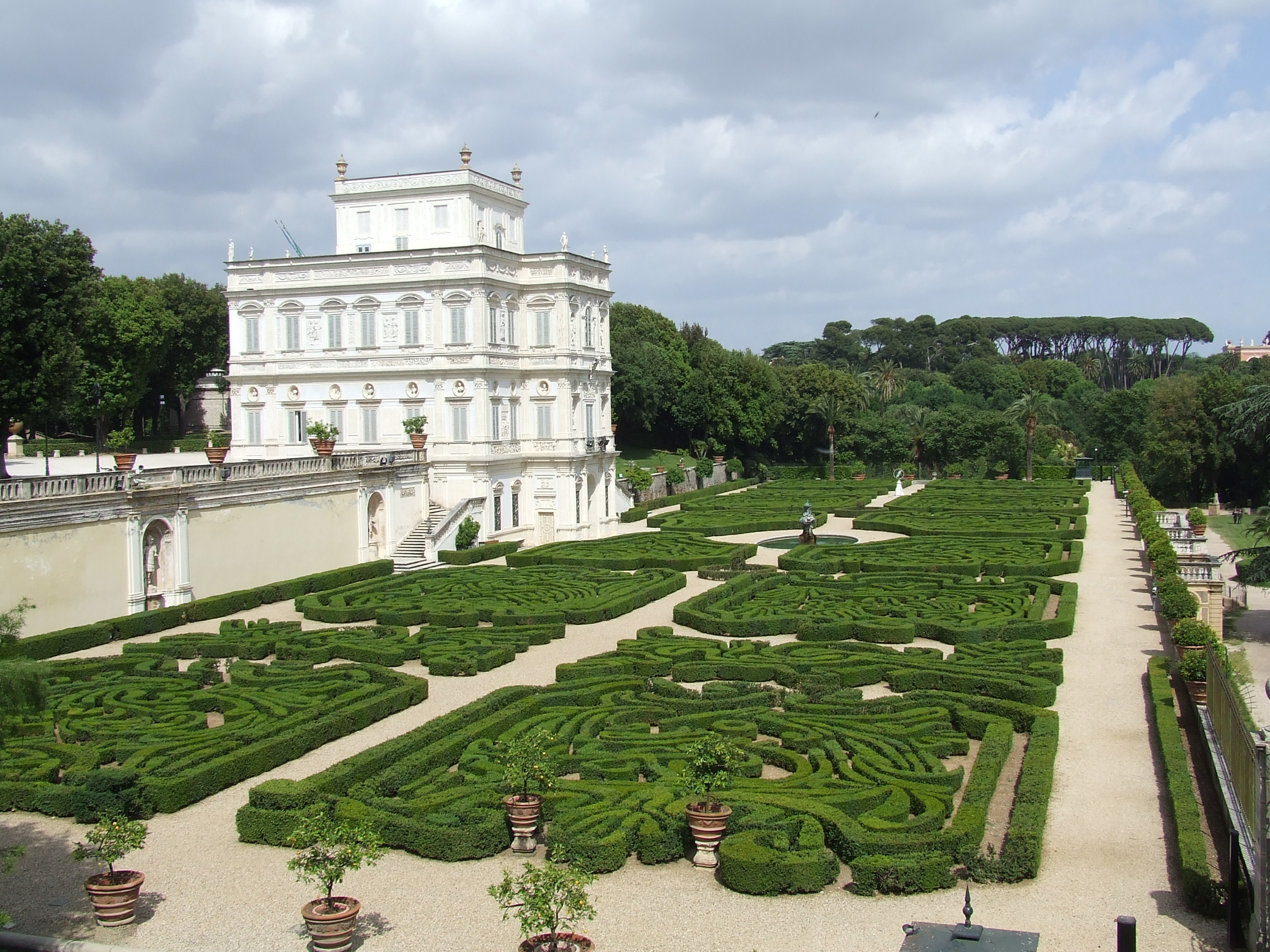
Villa Doria Pamphilj (Casino Algardi) in Rom

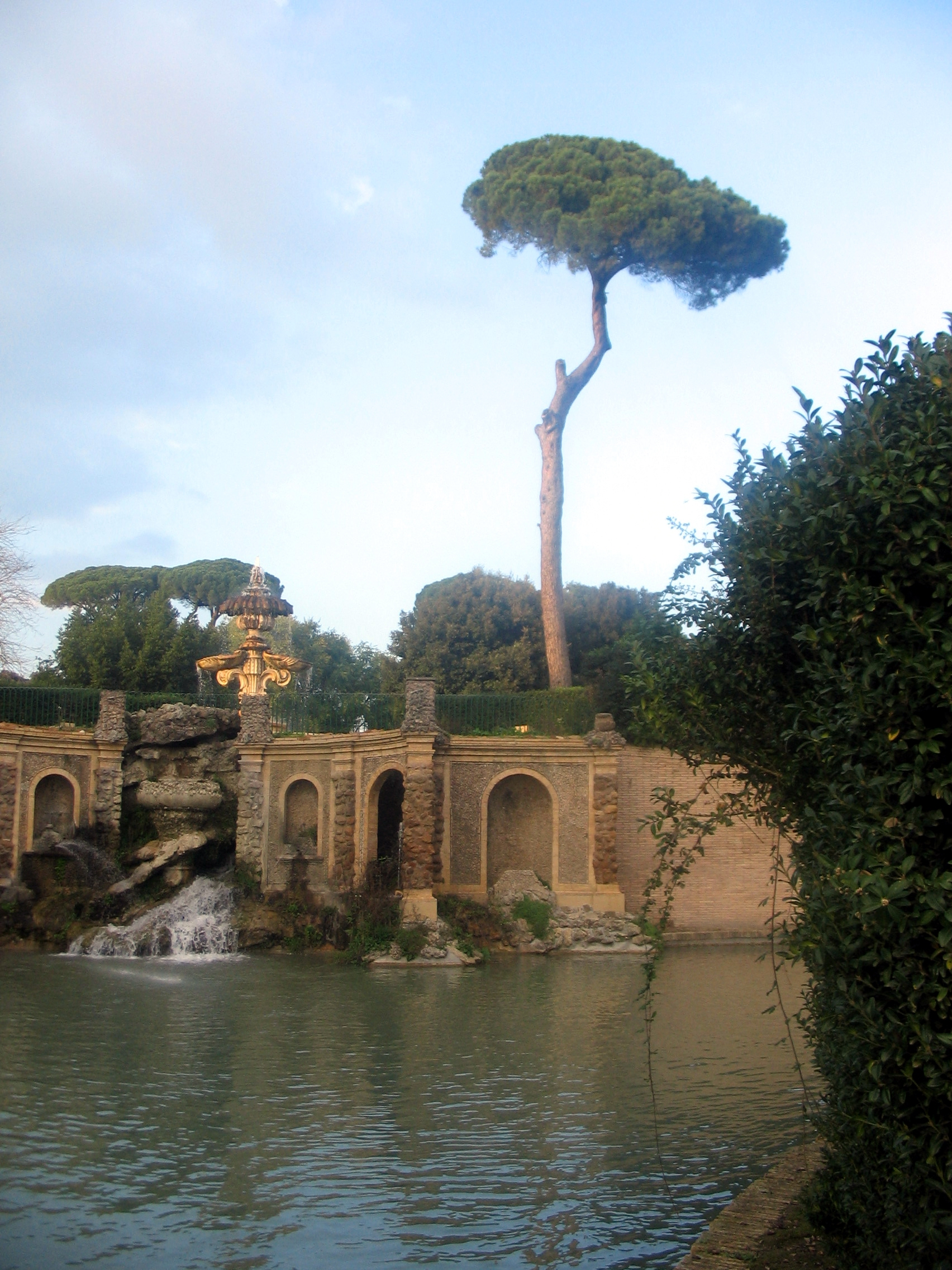
Kleiner Wasserfall in der Villa Doria Pamphilj

Villa Doria Pamphilj (oder auch Villa Doria Pamphili) ist der Name einer großen Parkanlage an der Via Aurelia Antica in Rom westlich des historischen Stadtteils Trastevere, ca. 1,5 km südlich des Vatikans. Sie wurde im 17. Jahrhundert  für die gleichnamige Familie nach Plänen von André Le Nôtre angelegt und am Ende des 18. Jahrhunderts von Francesco Bettini umgestaltet. Sie bedeckt eine Fläche von ca. 1,8 km² und ist damit eine der größten Parkanlagen Roms.
Zur Villa gehört das berühmte barocke Landhaus Casino del bel respiro (oder Casino Algardi), das in den Jahren 1644–1652 von Alessandro Algardi (1598–1654) und Giovanni Francesco Grimaldi (1606–1680) für Fürst Camillo Pamphilj, einen Verwandten Papst Innozenz’ X., erbaut wurde. Der Besitz der Familie Pamphilj, darunter auch der Palazzo Doria-Pamphilj am Corso in Rom mit seiner berühmten Gemäldesammlung, fiel durch Erbschaft 1760 an die aus Genua stammende Familie Doria. Die Villa gehört seit dem Jahre 1957 dem italienischen Staat. Mit der umliegenden barocken Gartenanlage dient es vorwiegend Repräsentationszwecken, insbesondere dem Empfang ausländischer Staats- und Regierungschefs durch den italienischen Ministerpräsidenten.
Im Jahre 1849, während des Risorgimento, fand dort eine Schlacht statt. In den Jahren 1859–1860 wurde an der Stelle des während der Kämpfe zerstörten Casino dei Quattro Venti ein Triumphbogen gebaut. Der Entwurf stammt vom Architekten Andrea Busiri Vici (1817–1911). Im Jahre 1960 wurde quer durch den Park die Straße Via Olimpica angelegt. Seit dem Jahre 1971 ist der Park für die Öffentlichkeit größtenteils frei zugänglich.
Der Begriff Villa Doria Pamphilj meint nach italienischem Verständnis den gesamten Park einschließlich des heute der italienischen Regierung gehörenden Gebäudes. Letzteres wird im Italienischen als Casino dell’Algardi (nach dem Architekten aus Bologna) oder Casino del Bel Respiro bezeichnet. Im Deutschen kann es zu Missverständnissen führen, da man den Begriff „Villa“ normalerweise für ein Landhaus verwendet: Im Deutschen wird also häufig das Gebäude selber als Villa Doria Pamphilj bezeichnet.